# Patriarca Ortodox de Jerusalem

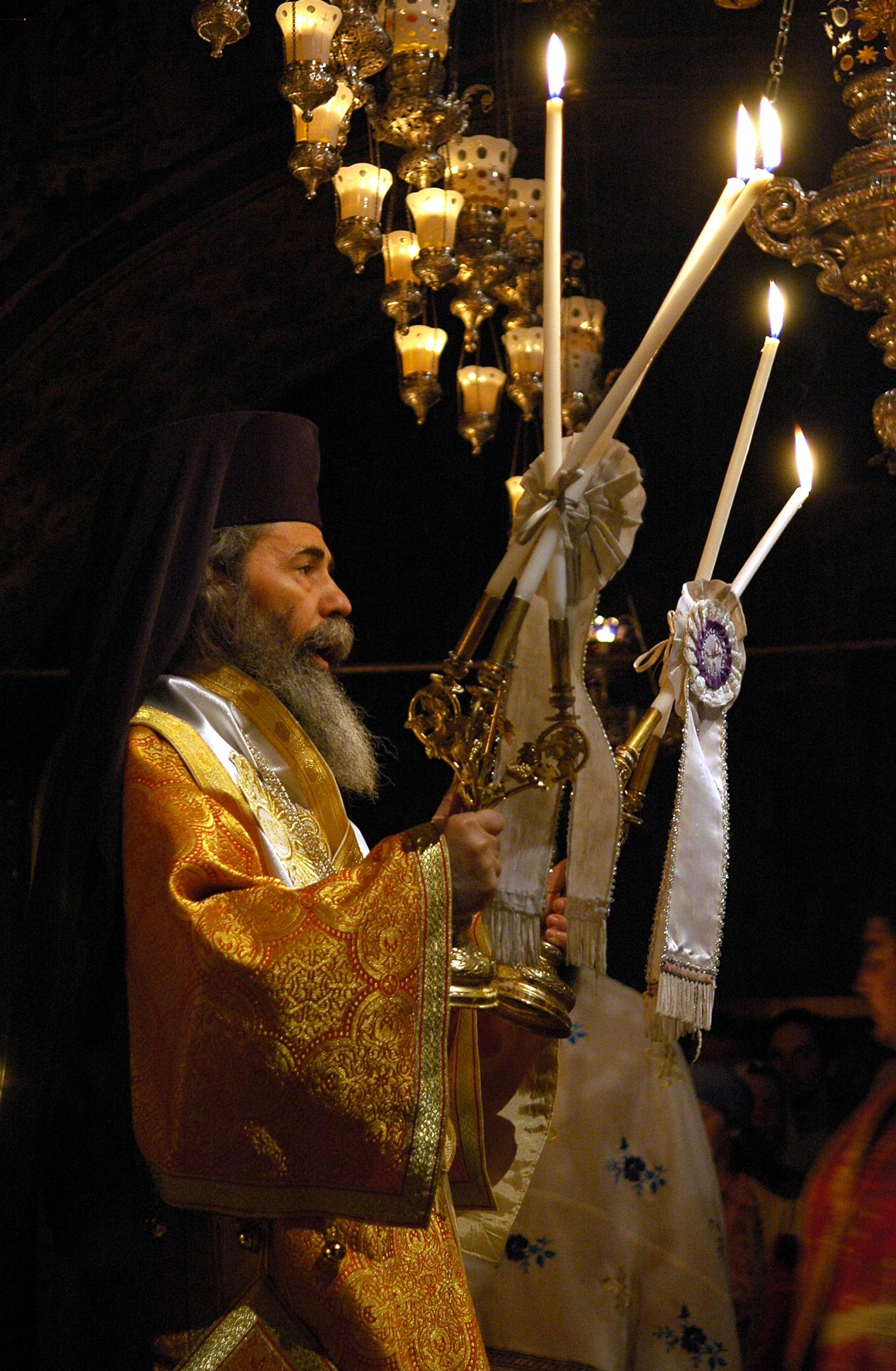
Imatge del Patriarca Teòfil III.

El patriarca ortodox de Jerusalem és el cap de l'Església Ortodoxa de Jerusalem, que és una jurisdicció autocèfala de l'Església Ortodoxa.
El càrrec el va ocupar inicialment el bisbe de Jerusalem; cap a l'any 451 va agafar el títol de Patriarca de Jerusalem i en el cisma del 1054 va quedar incorporada a l'Església oriental (Església Grega o Església Ortodoxa). Els catòlics van restaurar el patriarcat el 1099 com a Patriarcat Llatí de Jerusalem, en oposició al Patriarcat Ortodox de Jerusalem.

## Bisbes de Jerusalem
- Jaume el Just o Jaume d'Alfea (Jaume el Menor), fins a l'any 62
- Simeó I de Jerusalem (70-99).[1] Abans del setge de Jerusalem l'any 70 va abandonar la ciutat amb els seus seguidors i se'n va anar a Pella.
- Just I o Judes el Just (99-111). Possible germà dels dos anteriors
- Zaques o Zacaries I (111-?). Poc temps
- Tobies I (?-?)
- Benjamí I (?-117)
- Joan I (117-?). Segons Eusebi de Cesarea, hauria mort el 116, el que fa impossible que iniciés l'episcopat el 117.
- Mateu I (?-?). Dos anys[2]
- Felip I (?-127). Mort segons Eusebi de Cesarea, el vuitè any de regnat d'Hadrià.[3]
- Sèneca I (?-?)
- Just II (?-?)
- Leví I (?-?)
- Efrem I (?-?), va patir martiri sota Hadrià.[4]
- Josep I (?-?)
- Judes (?-134)[5]

## Bisbes d'Ælia Capitolina
Ælia Capitolina era el nom que l'emperador Hadrià va donar a Jerusalem després de la seva reconstrucció l'any 131.
- Marc (134-156), primer bisbe que no era d'origen jueu.
- Cassià (?-?)
- Publi (?-?)
- Màxim I (?-?)
- Julià I (?-?)
- Gaïus I (?-?)
- Simmac (?-?)
- Gaïus II (?-162)
- Julià II (162-?)
- Capiton (?-?)
- Màxim II (?-?)
- Antoní (?-?)
- Valent (?-?)
- Doliquià o Dolichianus (?-185)
- Narcís de Jerusalem (185-?), calumniat, es va haver d'exiliar temporalment.[6]
- Dius (?-?), governa poc temps.
- Germanion (?-?), mort al cap de poc de ser elegit
- Gordi o Gordius (?-211)
- Narcís de Jerusalem (restaurat) (?-231)
- Alexandre (231-249)
- Mazabani (249-260)
- Imeneu o Himeneu (260-276). Es diu que va assistir a dos concilis fets contra Pau de Samòsata, bisbe d'Antioquia ».[7]
- Zamudas, Zabdas o Bazas (276-283)
- Hermon (283-314)
- Macari I (314-333)

## Bisbes de Jerusalem
- Macari I (314-333)
- Màxim III (333-348)
- Cirili I (350-386)
- Joan II (387-417)
- Praulius (417-422)
- Juvenal I (422-458), fins al 451 després va canviar el títol a Patriarca de Jerusalem
  - Teodosi, bisbe monofisita des de 451 fins potser el febrer o el març del 457

## Patriarques de Jerusalem i de tota Palestina
- Juvenal I (422-458), a partir de 451
- Anastasi I (458-478)
- Martiri (478-486)
- Sal·lusti I (486-494)
- Elies I (494-516)
- Joan III (516-524)
- Pere (524-552)
- Macari II (552, 564-575)
- Eustaqui I (552-564)
- Joan IV (575-594)
- Amos I (594-601)
- Isaac I (601-609)
- Zacaries I (609 - ?)
- Modest I (632-634)
- Sofroni I (634-638)
- Vacant 638 - fins potser el 650
- Jordi ? -668 o desconegut
- Teodor 668- ? o desconegut
- Anastasi II ? (dubtós) vers 692-706
- Joan V (706-735)
- Teodor I (745-770).[8]
- Elies II (770-797)
- Jordi I (797-807) ?
- Tomàs I (807-820)
- Basili I (820-838)
- Joan VI[9] (838-842)
- Sergi I (842-844)
- Salomó I (855-860)
- Teodosi I (862-878)
- Elies III (878-907)
- Jordi II[10] (908-911)
- Lleonci I (912-929)
- Atanasi I[11] (929-937)
- Christodulos I[12] (?-937)
- Agató I (950-964)
- Joan VII[13] (964-966)
- Christodulos II (966-969)
- Tomàs II (969-978)
- Josep II (980-983)
- Orestes I (983-1005)
- Teòfil I (1012-1020)
- Nicèfor I (1020-?)
- Joanic I (?-?)
- Sofroni II (?-1084)
- Eutimi I (1084)
- Simó II (1084-1106)
- Savas I (1106-1156)
- Joan VIII (1106-1156)
- Nicolau I (?-?)
- Joan IX (1156-1166)
- Nicèfor II (1166-1170)
- Lleonci II (1170-1190)
- Dositeu I (?-1191)
- Marc II (1191-?)
- Eutimi II (c. 1223)
- Atanasi II (1224-1236)
- Sofroni III (1236-?)
- Gregori I (?-1298)
- Tadeu I (1298)
- Atanasi III (circa 1313-1314)
- Gregori II (1322)
- Llàtzer I (circa 1334-1368)
- Arseni I (1344)
- Doroteu I (1376-1417)
- Teòfil II (1417-1424)
- Teòfanes I (1424-1431)
- Joaquim I (1431-?)
- Teòfanes II (1450)
- Atanasi IV (1452-?)
- Jaume II (circa 1460)
- Abraham I (?-1468)
- Gregori III (1468-1493)
- Marc III (?-1503)
- Doroteu II (circa 1505-1537)
- Germà I (1537-1579)
- Sofroni IV (1579-1608)
- Teòfanes III (1608-1644)
- Paiseu I (1645-1660)
- Nectari I (1660-1669)
- Dositeu II (1669-1707)
- Crisant I (1707-1731)
- Meleci I (1731-1737)
- Parteni I (1737-1766)
- Efrem II (1766-1771)
- Sofroni V (1771-1775)
- Abrami I (1775-1787)
- Procopi I (1787-1788)
- Antemi I (1788-1808)
- Policarp I (1808-1827)
- Atanasi V (1827-1845)
- Ciril II (1845-1872)
- Procopi II (1872-1875)
- Jeroteu I (1875-1882)
- Nicodem I (1883-1890)
- Gerasim I (1891-1897)
- Damià I (1897-1931)
- Timoteu I (1935-1955)
- Benet I (1957-1980)
- Diodor I (1981-2000)
- Ireneu I (2001-2005) (deposat)
- Teòfil III (22 d'agost de 2005-present)